# Jean Paul Montanus
Jean Paul Montanus (Alkmaar, 24 november 1992) is een Nederlandse tafeltennisser en pickleballer, van indisch/molukse afkomst die heeft deelgenomen aan de Paralympische Zomerspelen 2024 en daarbij een bronzen medaille heeft gewonnen. Montanus komt uit in de SM7 klasse.
Montanus speelt tevens in het Nederlands Pickleball team en deed op 23 en 24 november 2024 mee aan de eerste Europese kampioenschappen Pickleball in Southampton. Samen met zijn herendubbelpartner Jason Wang behaalde Montanus de kwartfinale tijdens dit EK.
Op 21 december 2024 werd Montanus Nederlands kampioen gemengd dubbelspel samen met zijn partner Noumea Witmus.

## Levensloop
Montanus begon na een mini avontuur op de tennisbaan in 2002 met tafeltennissen bij tafeltennisvereniging DOV in Heerhugowaard. Daar raakte hij geïnspireerd door zijn trainer Frank Palman die de mooiste verhalen wist te vertellen over allerlei topspelers die hij had ontmoet in zijn periode als scheidsrechter. DOV was daarnaast actief in de Landelijk A jeugd met spelers als Ton Vo, Danny Klaver en Paul Zwaan. Vanaf het prille begin was dit al enorm inspirerend. DOV kende ook grote successen in de Eredivisie en de Europese Champions league met wereldtoppers als Li Jiao, Li Jia Wei en Ni Xia Lian. Het hoogtepunt van Jean-Paul bij DOV was het bereiken van de nationale jeugdmeerkamp finale tot en met 13 jaar in Panningen 2005. Hij won onder andere van Ewout Oostwouder. Hier werd hij gescout door assistent paralympisch bondscoach Gerard Dijkland. Na een tweetal trainingen bij de paralympische talentploeg besloot Jean-Paul om toch liever alleen in de reguliere jeugd en later seniorencompetitie te willen uitkomen. Hij vervolgde dit competitie avontuur bij tafeltennisvereniging Spirit in Oudkarspel. Het hoogtepunt bij Spirit was de 9e plaats op het toernooi voor A junioren in Berkel en Rodenrijs (2008). In 2009 wist vader Paul, Jean-Paul toch te overtuigen om nog eens te informeren naar de speelmogelijkheden bij de Paralympische ploeg. Na een belletje met de bondscoach Johan Lieftink mocht hij gelijk meetrainen op Papendal. Jean-Paul speelde toen in de senioren hoofdklasse van Noord-Holland.
In 2011 maakte Jean-Paul vanwege zijn rechtenstudie en verhuizing naar Amsterdam de overstap naar de Universitaire Sportvereniging (US). Bij US kreeg Jean-Paul volop kansen om zich door te ontwikkelen. Niet alleen op de trainingen waar hij veel oefenpotjes kon spelen tegen spelers uit de landelijke competitie maar ook in de competitie. Van de 3e div tot zelfs de 1e divisie in de landelijke herencompetitie. Het hoogtepunt bij US was 4 keer kampioen worden in de 2e divisie(2014,2016,2017,2018) samen met teamgenoten zoals Tycho Dekkers, Dylan Kret, Pieter Danes, Angelo Antonietti en Arco Visser. De sfeer bij US was ongekend vooral in de oude zaal van Tempo-Team aan de Zuidelijke wandelweg.
Internationaal is Jean-Paul begonnen in 2010 bij de Italiaanse Open in Lignano Sabbiodoro. Hij verloor daar in de kwartfinale van de Duitser Thorsten Schwinn, (een man op 1 been met een kruk die op zijn hoogtepunt actief was in de Regionalliga). Jean-Paul vond dit verlies zo fascinerend dat hij gelijk overtuigd was dat hij in paratafeltennis zijn nieuwe roeping gevonden had.
Het eerste hoogpunt voor Jean-Paul kwam in 2011 bij het EK in Split. Na een 2-1 en 8-5 achterstand tegen Jochen Wollmert( de meeste succesvolle speler in SM7 aller tijden) wist hij als nog de kwartfinale te winnen.
Vanaf 2013 speelt Jean-Paul consequent in de wereldtop van de Klasse 7. Hij is tweevoudig Europees kampioen enkelspel, tweevoudig vice Wereldkampioen enkelspel, Wereldkampioen gemengd dubbelspel en winnaar van het Paralympisch brons in Parijs 2024.

Een leuk feitje is dat Jean-Paul zowel succesvol is gebleken met aan 2 kanten gladde rubbers (Europees en Wereldkampioen), 2 kanten noppen rubbers( Europees kampioen) en 1 kant noppen en 1 kant glad ( Paralympisch Brons 2024).